# Stephan Schmitter

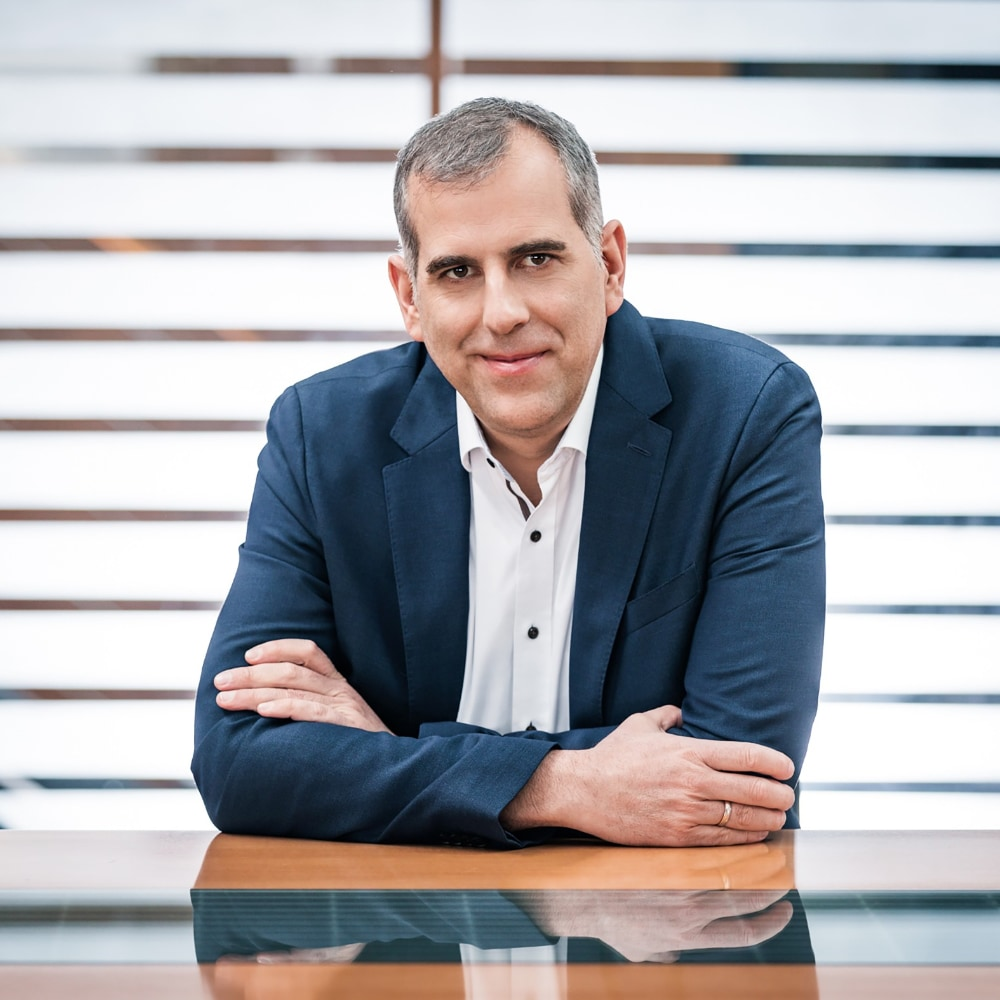
Stephan Schmitter (2020)

Stephan Schmitter (* 1974 in München) ist ein deutscher Radiojournalist und Medienmanager. 2022 wurde er als Chief Content Officer in die Geschäftsführung von RTL Deutschland berufen. 2024 wechselte er auf die Position des Chief Executive Officer (CEO). Schmitter war viele Jahre im Radiobereich tätig, unter anderem als Geschäftsführer von RTL Radio und Chefredakteur von Radio Gong 96.3.

## Ausbildung
Schmitter verbrachte seine Kindheit und Jugend in München. Nach dem Abitur studierte er zunächst Kommunikations-, Theater- und Politikwissenschaften an der Ludwig-Maximilians-Universität. Währenddessen arbeitete er unter anderem für die Süddeutsche Zeitung und den Bayerischen Rundfunk. Nach einem Praktikum bei Radio Gong 96.3 absolvierte er dort ein journalistisches Volontariat.

## Karriere
Schmitter arbeitete zunächst als Moderator und Fachmann für den Sport bei Radio Gong 96.3. Nach einer Zwischenstation als Redaktionsleiter wurde er im Jahr 2000 zum Chefredakteur des privaten Radiosenders berufen. Später rückte er zum Programmdirektor auf.
2004 wechselte Schmitter als Geschäftsführer zum Spreeradio nach Berlin. 2007 übernahm er die Geschäftsführung des RTL Radio Center Berlin. Das Unternehmen bündelt die operativen Aktivitäten verschiedener Radiosender. 2018 wurde Schmitter schließlich Chef von RTL Radio Deutschland. Unter seiner Führung baute das Unternehmen insbesondere den Podcast- und Streaming-Bereich aus.
Anfang 2021 wurde Schmitter Geschäftsführer von RTL News. In seine Zeit fällt die Informationsoffensive des Senders RTL sowie die Einführung neuer Formate, darunter Gala TV, RTL Direkt und Stern TV am Sonntag. Im Herbst 2022 übernahm er als Chief Content Officer die Verantwortung für alle Inhalte und Marken von RTL Deutschland. Dazu zählen auch die ehemaligen G+J-Marken Capital, GEO und Stern. Zudem rückte Schmitter in die Geschäftsführung von RTL Deutschland auf.
2024 trat Schmitter die Nachfolge von Thomas Rabe als Chief Executive Officer von RTL Deutschland an. Außerdem wurde er in den erweiterten Führungskreis von Bertelsmann berufen.